# Daddy Day Care
Daddy Day Care is een Amerikaanse komische film uit 2003, geschreven door Geoff Rodkey. De film werd geregisseerd door Steve Carr en de hoofdrollen waren voor Eddie Murphy en Jeff Garlin, die de vaders spelen.

## Verhaal
Charlie Hinton is werkzaam bij een groot bedrijf, net als zijn collega Phil. Nadat daar een grootschalige reorganisatie heeft plaatsgevonden, verliezen beide mannen hun baan. Omdat ze nu thuis zitten, vinden ze het overbodig een dure opvang voor hun zoontjes Ben en Max te betalen. Ze besluiten daarom een eigen kinderopvang te beginnen bij Charlie thuis. De eerste dag verloopt moeizaam, maar na een tijdje weten ze hoe ze te werk moeten gaan. Dagelijks komen er meer kinderen bij, wat leidt tot veel afwezigen bij de Chapman Academy, waar Charlie en Phils zoontjes eerst zaten.
Uiteindelijk worden de vaders gedwongen een extra begeleider aan te nemen, omdat het aantal kinderen blijft toenemen. Gelukkig wil Marvin hen helpen. De kinderen hebben het steeds meer naar hun zin en worden vrienden. De directrice van de Chapman Academy probeert hen via diverse wegen om te praten, omdat zij dagelijks te kampen heeft met afwezigen: ze ziet de opvang van de beide vaders als een grote concurrent. Charlie en Phil willen hier niets van weten en gaan door met hun kinderopvang. Na een tijdje wordt het huis voor Charlie te klein voor een kinderopvang en gaat hij op zoek naar een andere locatie. Die wordt in de stad gevonden, en de Daddy Day Care is een groter succes dan ooit.

## Rolverdeling
- Eddie Murphy - Charlie Hinton
- Jeff Garlin - Phil
- Steve Zahn - Marvin
- Anjelica Huston - Ms. Harridan, directrice van de Chapman Academy
- Regina King - Kim, Charlies vrouw
- Khamani Griffin - Ben, Charlies zoon
- Kevin Nealon - Bruce
- Elle Fanning - Jamie

## Trivia
- In de Verenigde Staten bracht de film ruim $100 miljoen op.